# Liste des localités de la Louisiane
 (décembre 2018).
La liste suivante montre toutes les municipalités et les lieux de peuplement en Louisiane. Les différentes municipalités de l'État sont les villes (ayant le statut de city ou town) et les villages.
Le tableau contient les chiffres du recensement du 2010. Également dans la liste, les données de 2011 obtenues le 8 juillet de la même année.

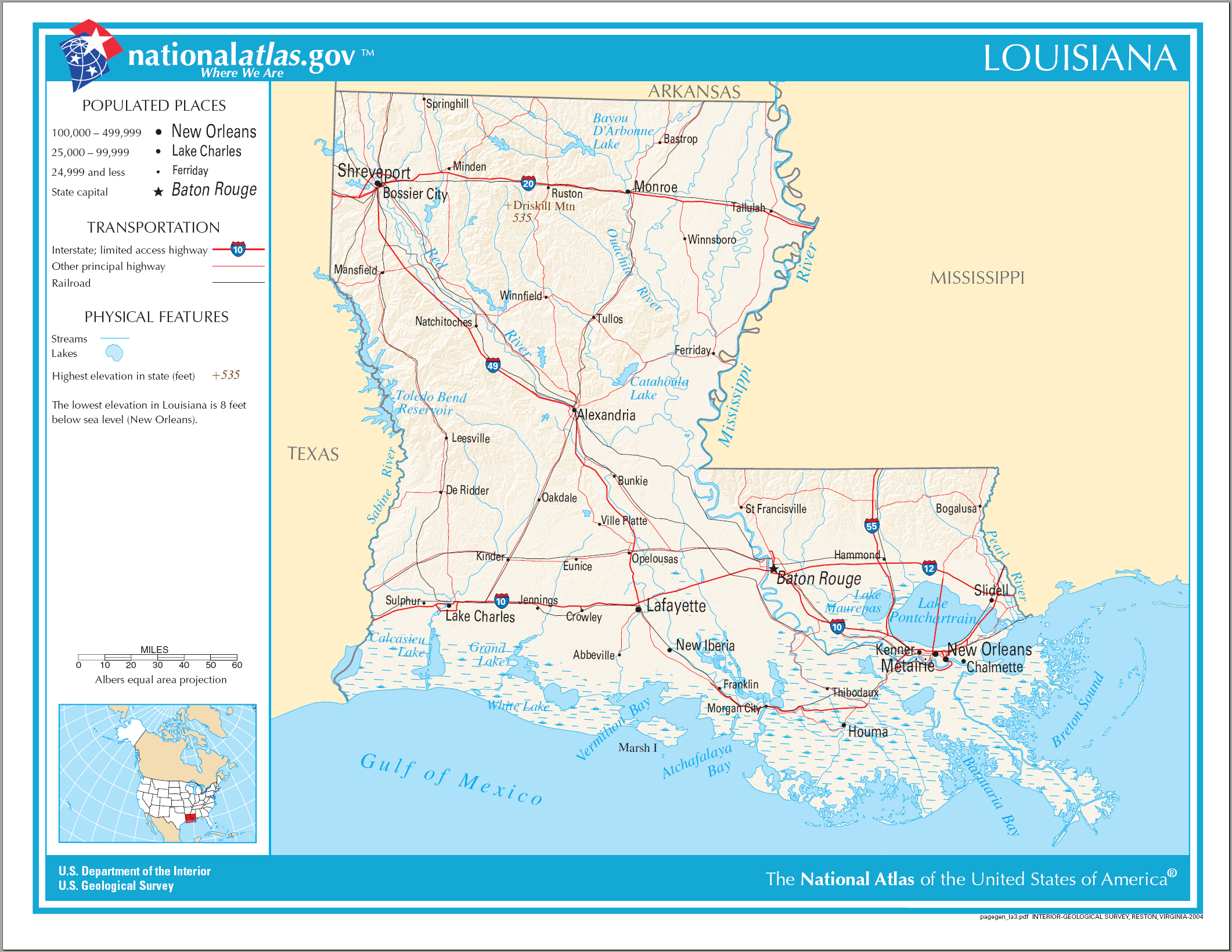
Karte von Louisiana

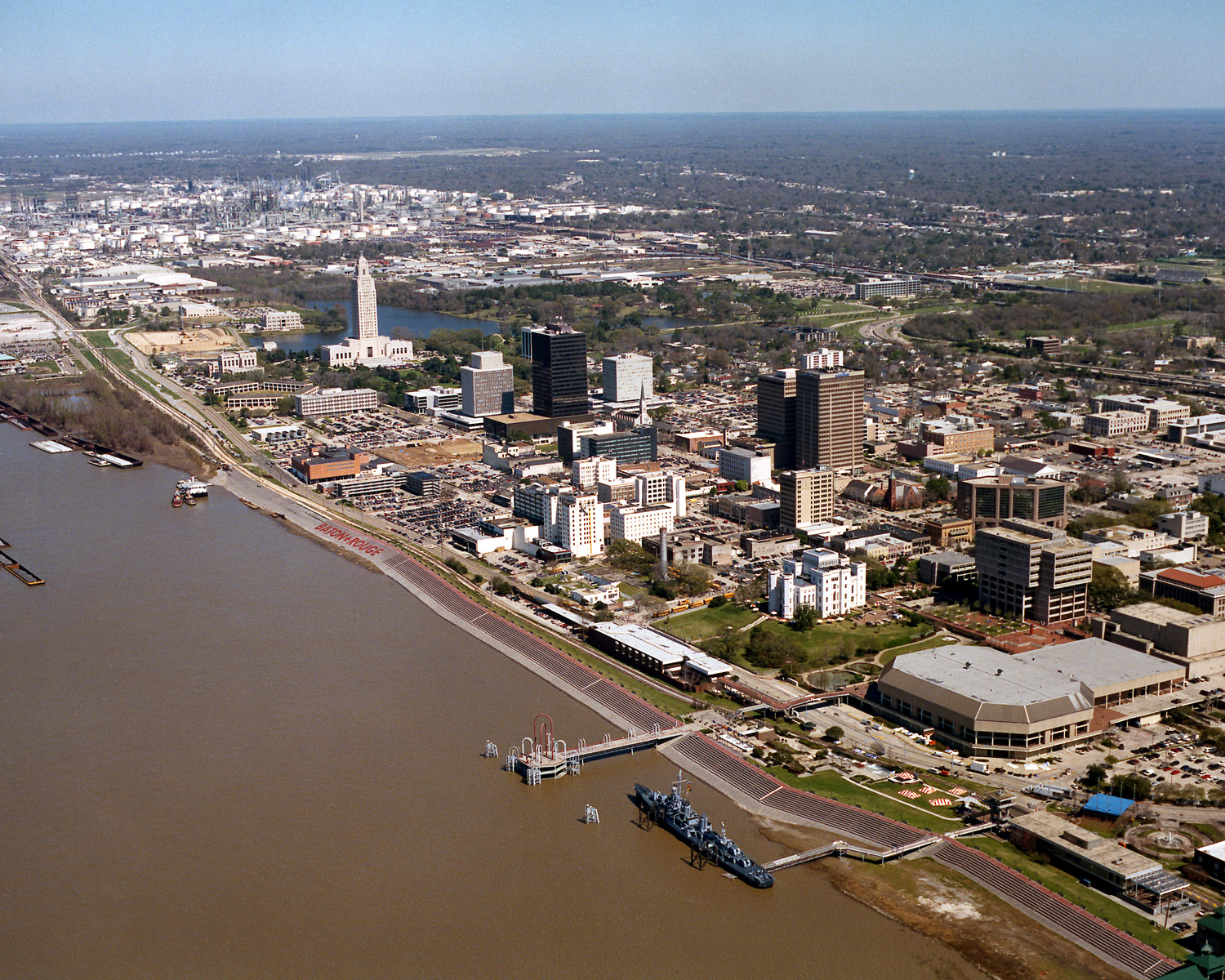
Bâton-Rouge, la capitale de l'État de Louisiane.

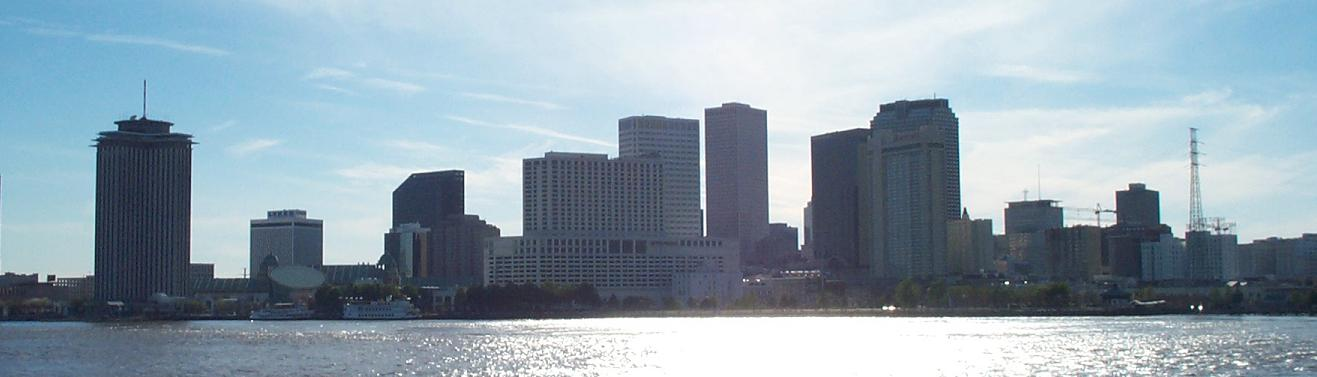
New Orleans, la plus grande ville de Louisiane

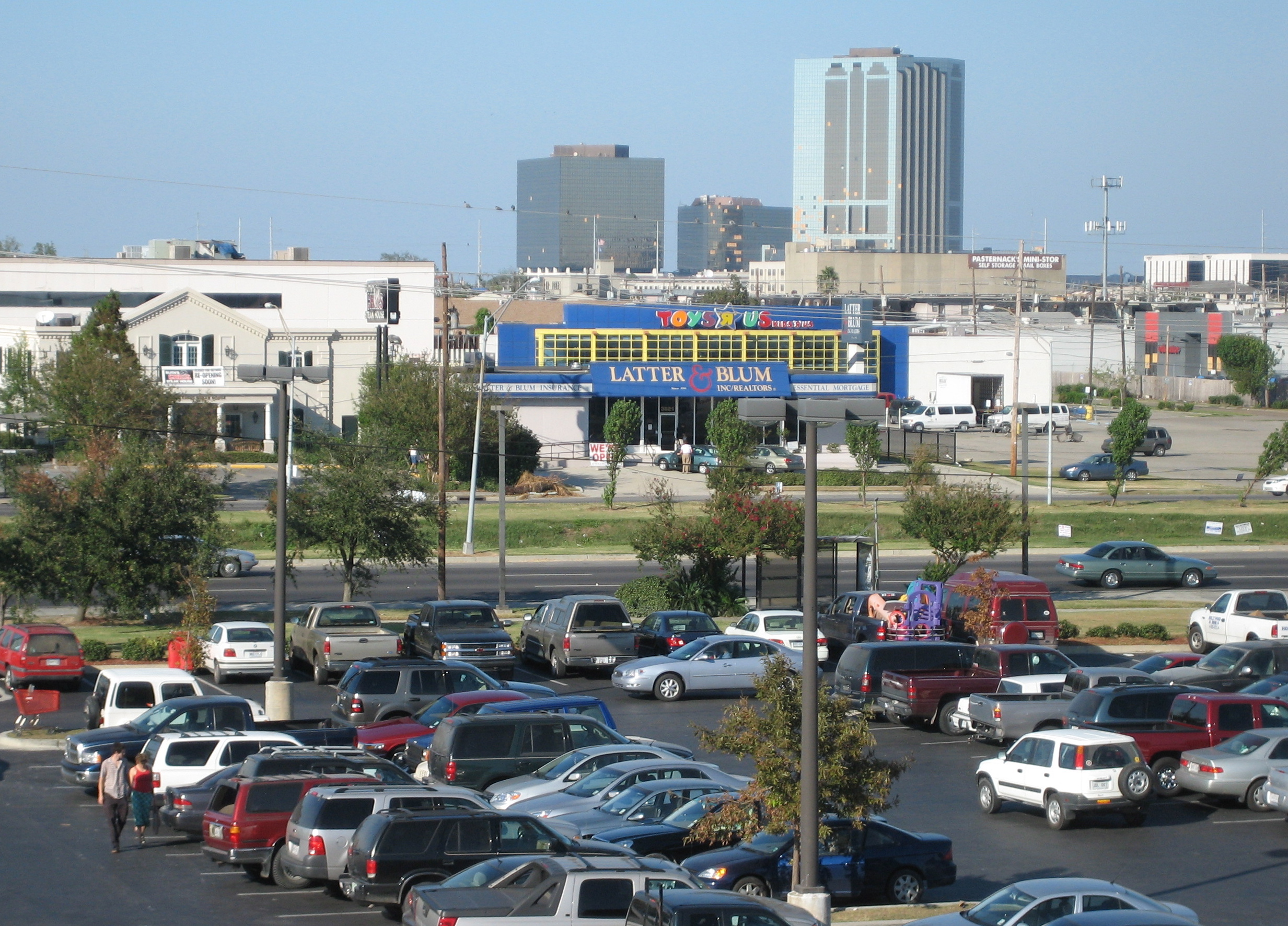
Metairie

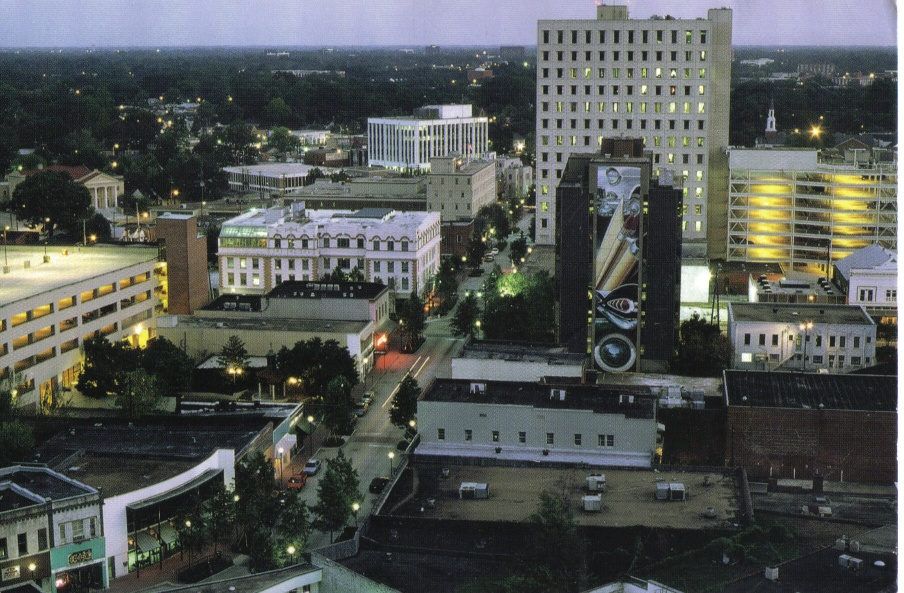
Lafayette

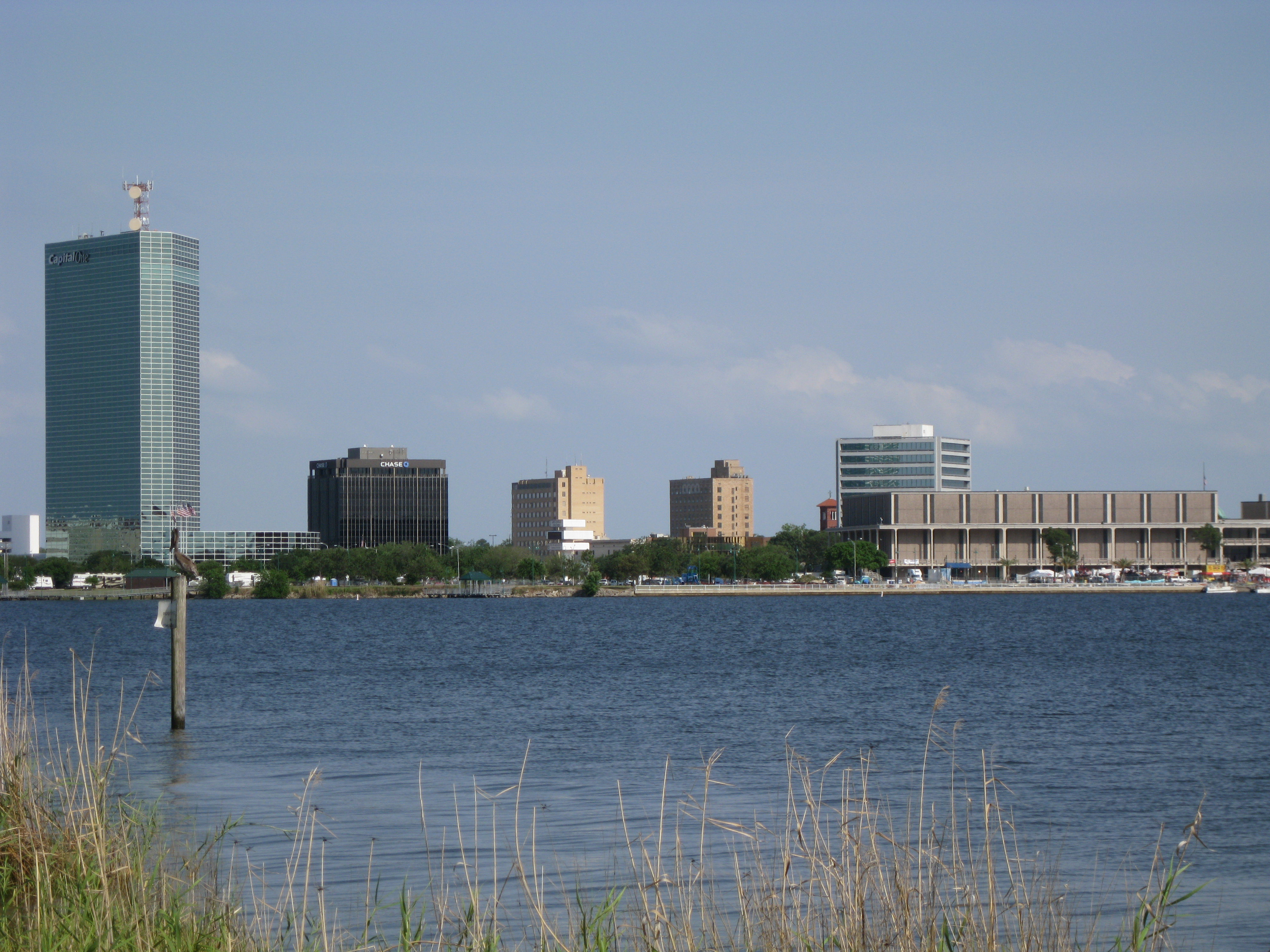
Lake Charles

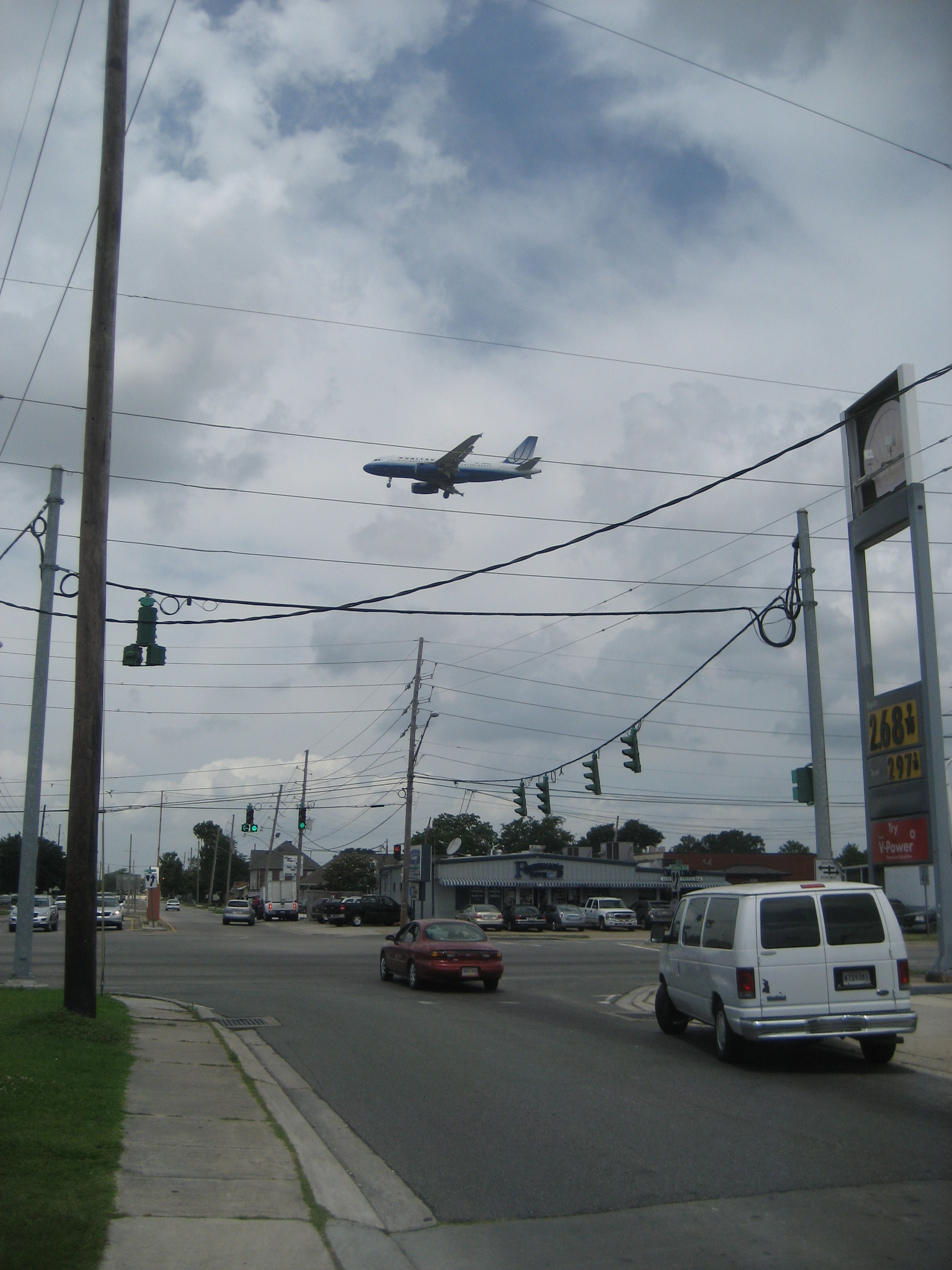
Kenner

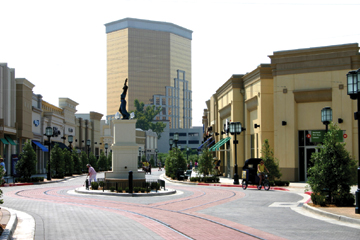
Bossier City

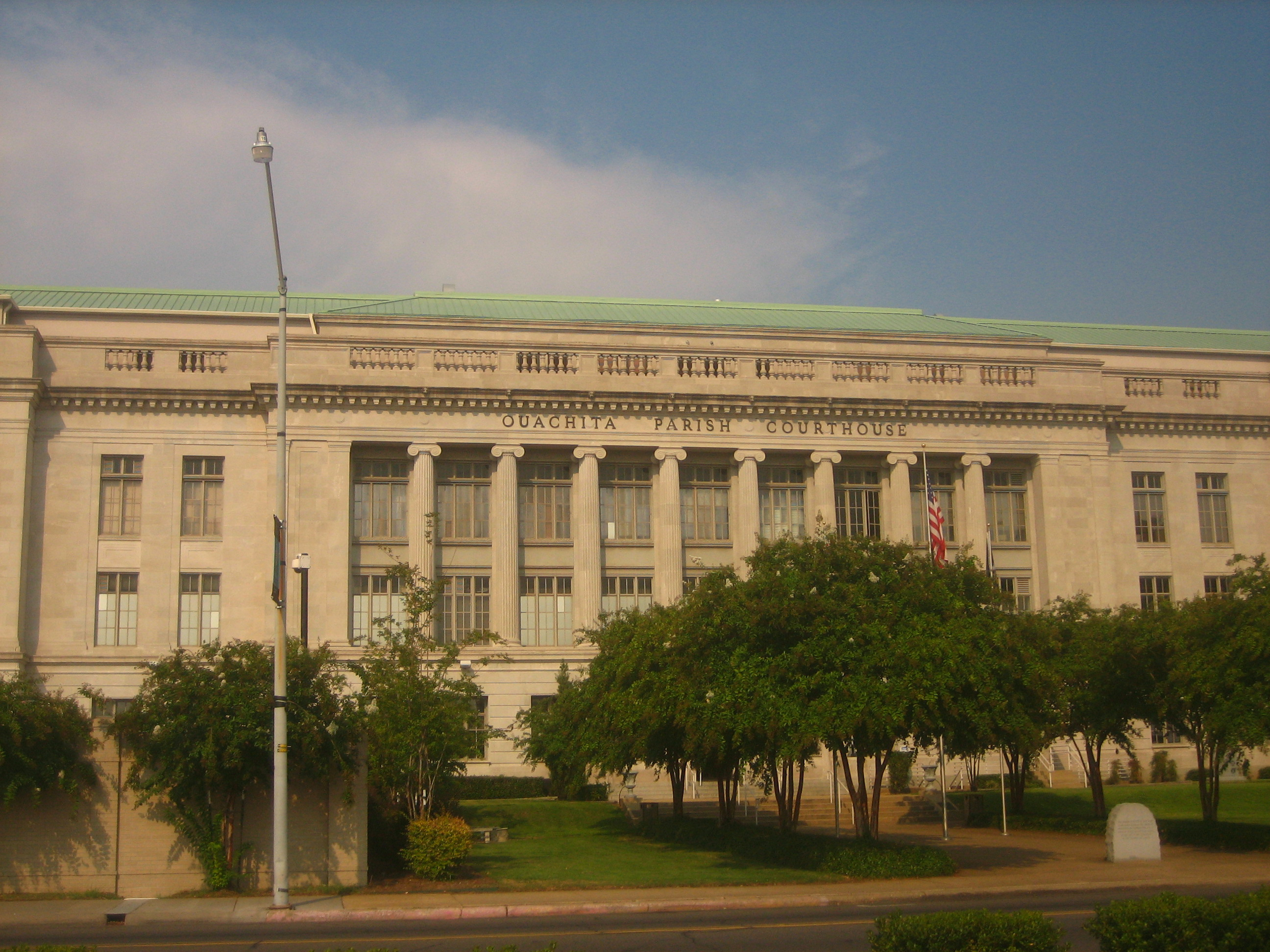
Monroe

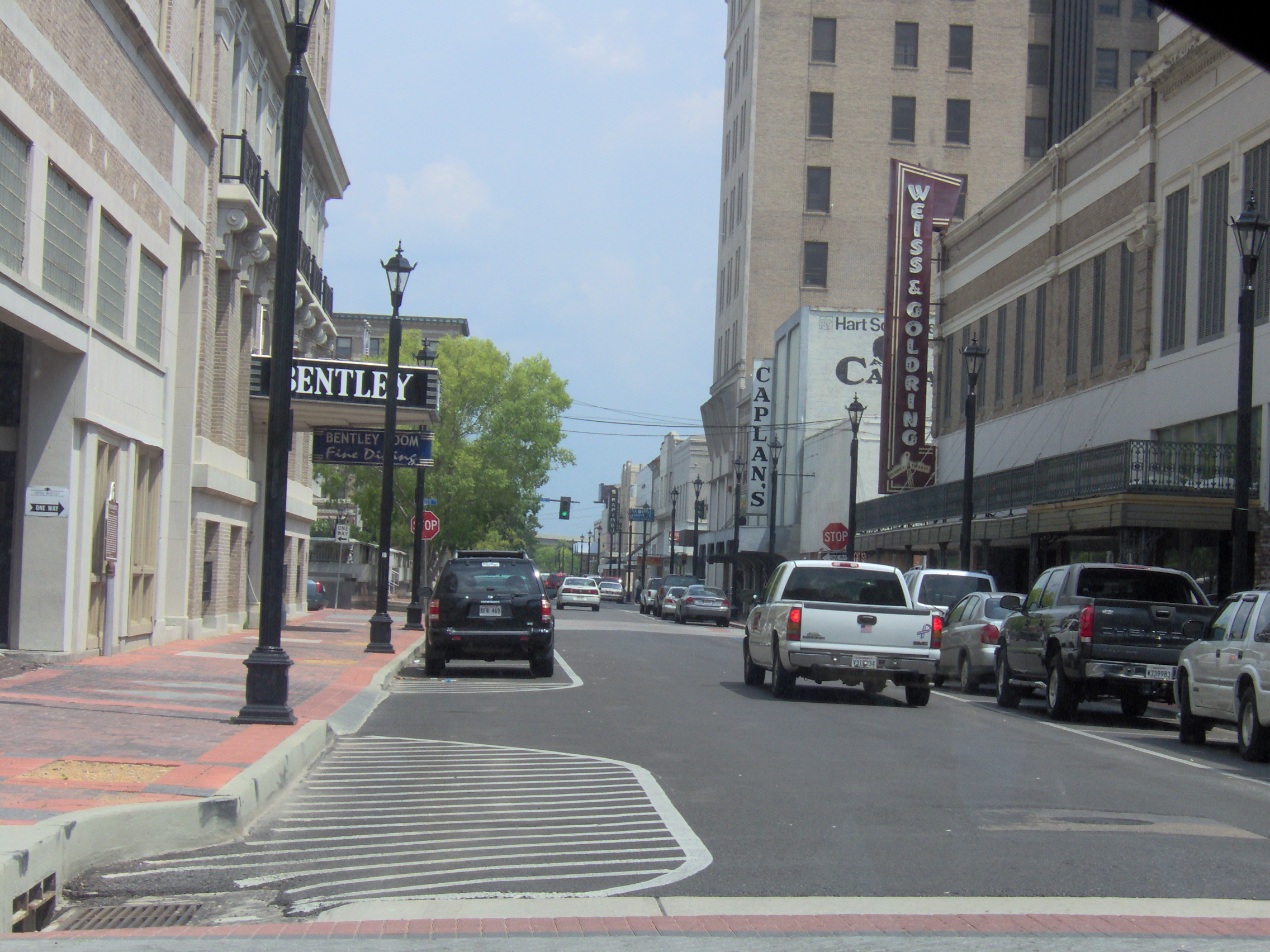
Alexandria

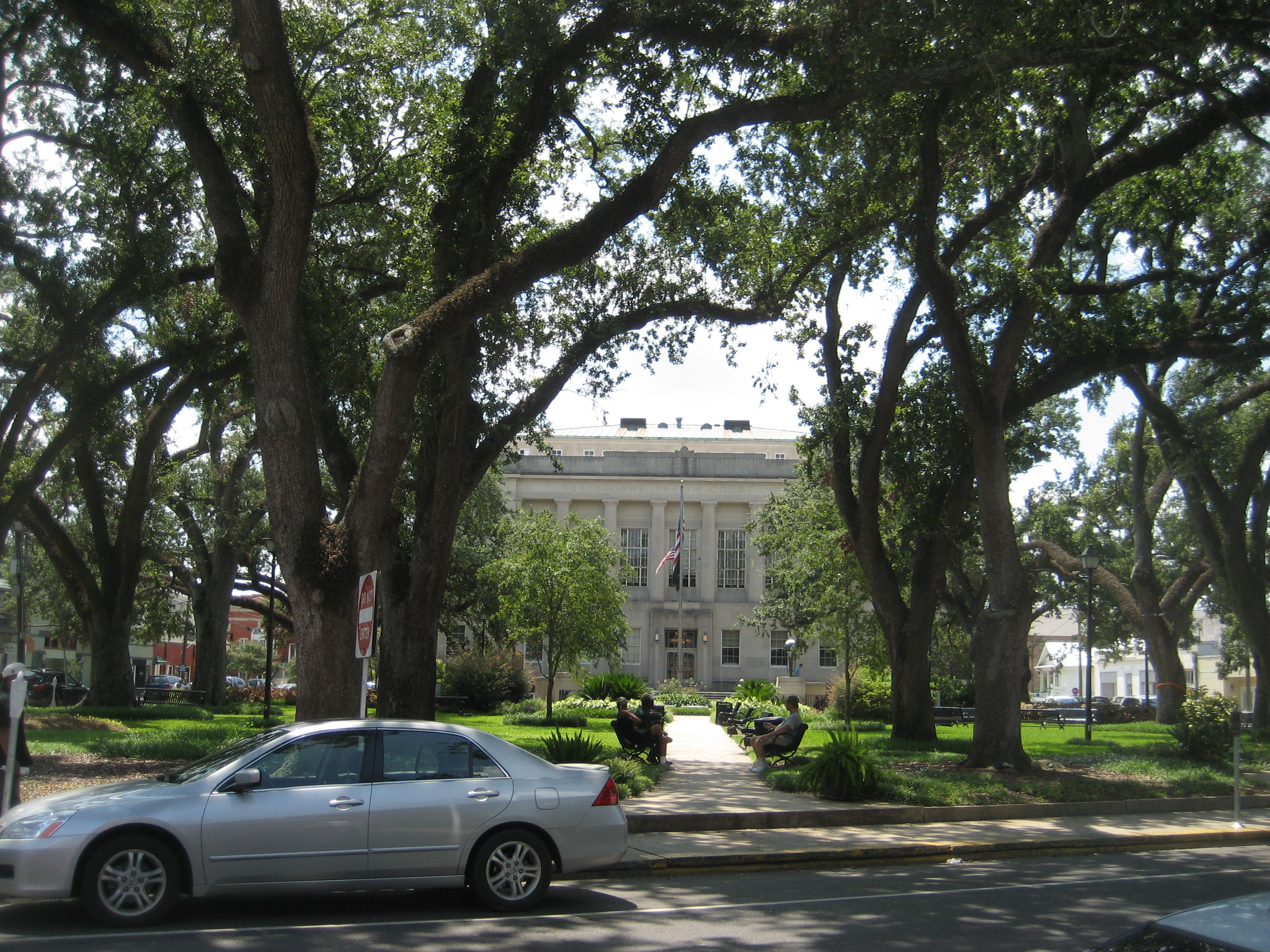
Houma

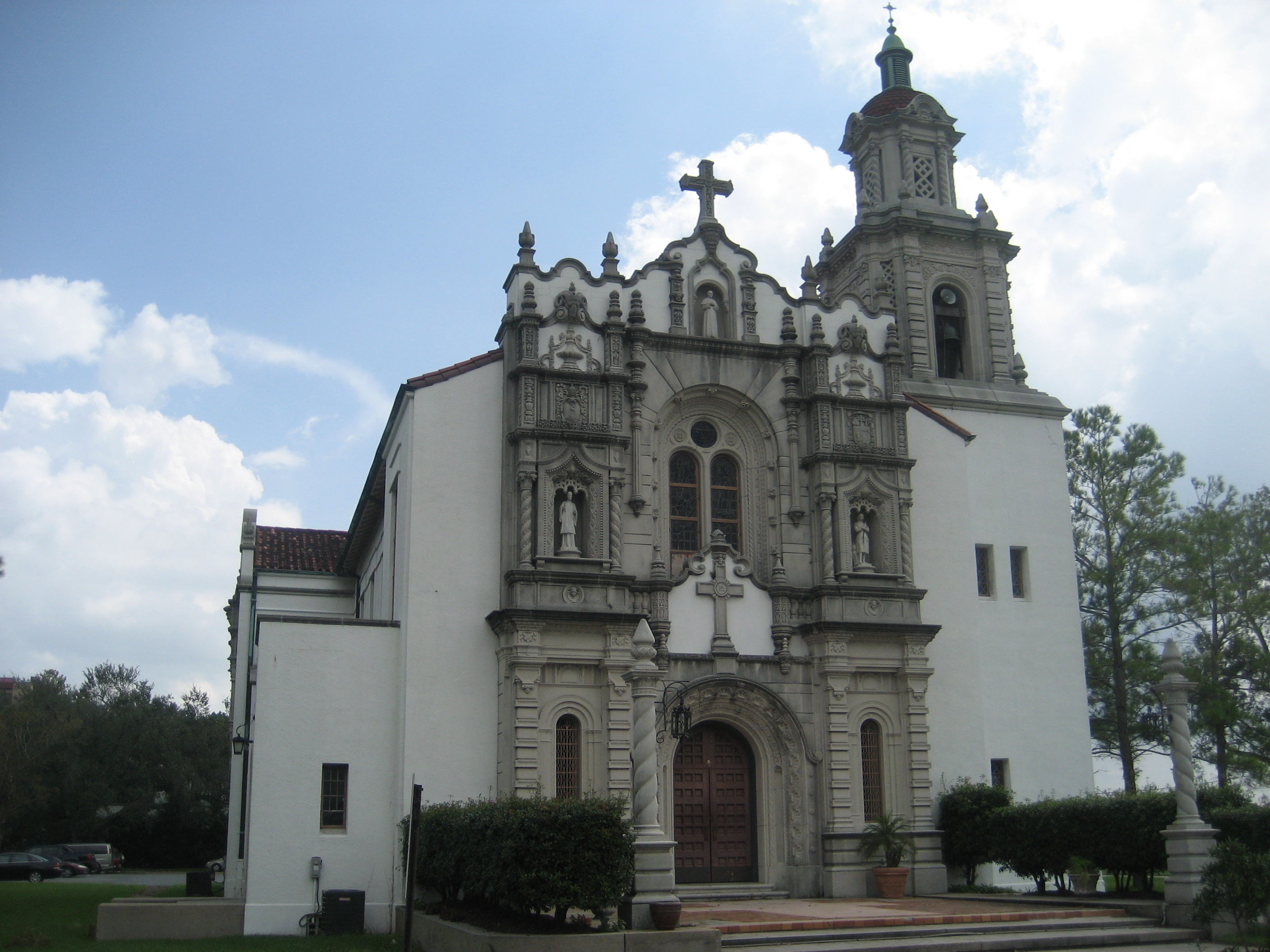
Marrero

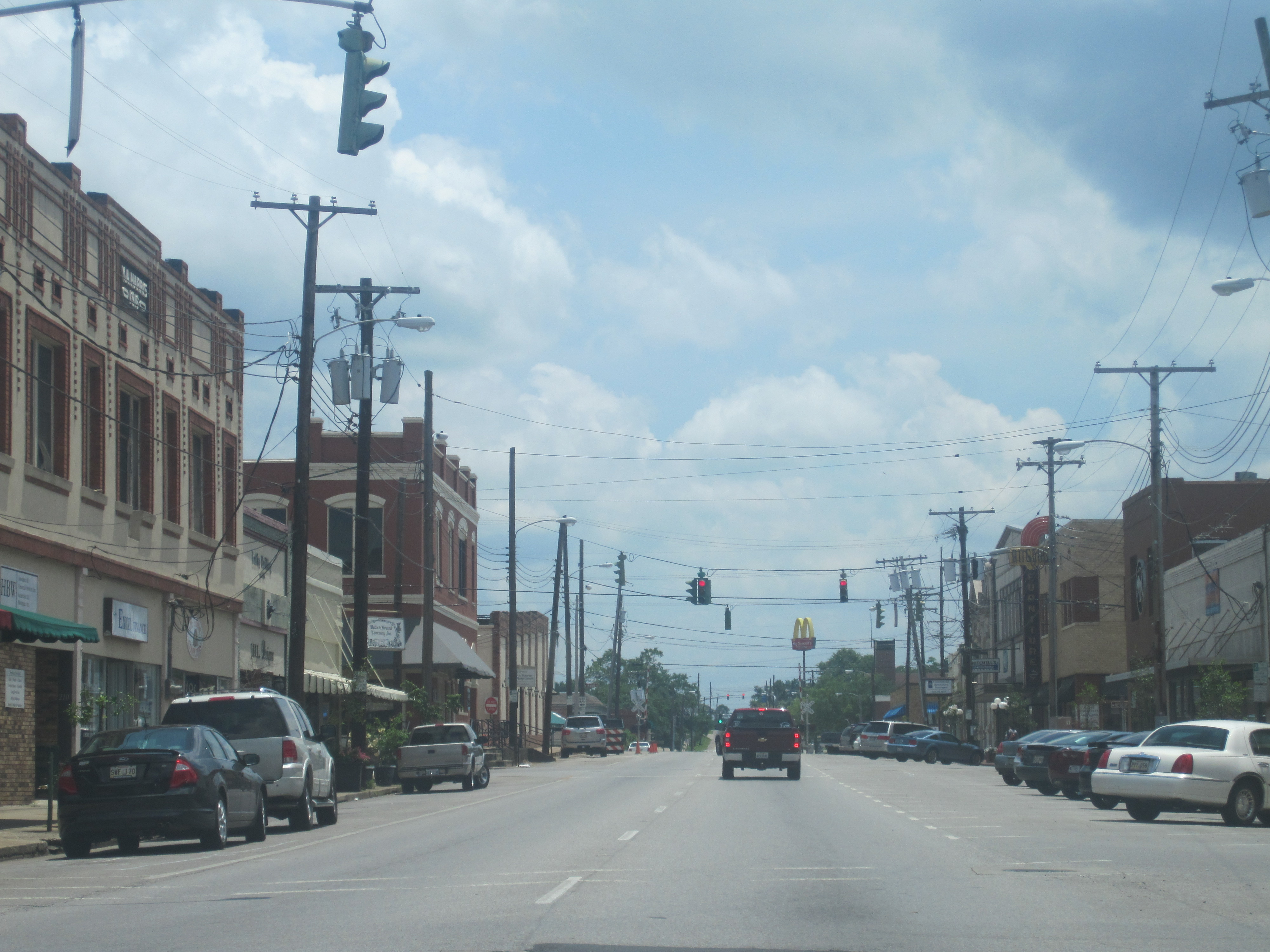
Ruston

| Rang (2010) | Lieu                | Année 2010 | Année 2000 | Type   | Paroisse(s)                |
| ----------- | ------------------- | ---------- | ---------- | ------ | -------------------------- |
| 1           | La Nouvelle-Orléans | 343.829    | 484.674    | Ville  | Orléans                    |
| 2           | Bâton-Rouge         | 229.493    | 228.576    | Ville  | Bâton-Rouge Est            |
| 3           | Shreveport          | 199.311    | 200.709    | Ville  | Caddo                      |
| 4           | Metairie            | 138.481    | 146.136    | CDP    | Jefferson                  |
| 5           | Lafayette           | 120.623    | 112.190    | Ville  | Lafayette                  |
| 6           | Lake Charles        | 71.993     | 72.107     | Ville  | Calcasieu                  |
| 7           | Kenner              | 66.702     | 70.517     | Ville  | Jefferson                  |
| 8           | Bossier City        | 61.315     | 56.498     | Ville  | Bossier                    |
| 9           | Monroe              | 48.815     | 53.157     | Ville  | Ouachita                   |
| 10          | Alexandria          | 47.723     | 46.487     | Ville  | Rapides                    |
| 11          | Houma               | 33.727     | 32.910     | Ville  | Terrebonne                 |
| 12          | Marrero             | 33.141     | 36.165     | CDP    | Jefferson                  |
| 13          | La Nouvelle-Ibérie  | 30.617     | 32.667     | Ville  | Ibérie                     |
| 14          | LaPlace             | 29.872     | 27.684     | CDP    | Saint-Jean-Baptiste        |
| 15          | Slidell             | 27.068     | 25.342     | Ville  | Saint-Tammany              |
| 16          | Prairieville        | 26.895     | -          | Uninc. | Ascension                  |
| 17          | Central             | 26.864     | 26.645     | Ville  | Bâton-Rouge Est            |
| 18          | Terrytown           | 23.319     | 25.430     | CDP    | Jefferson                  |
| 19          | Ruston              | 21.859     | 20.831     | Ville  | Lincoln                    |
| 20          | Sulphur             | 20.410     | 20.512     | Ville  | Calcasieu                  |
| 21          | Harvey              | 20.348     | 22.226     | CDP    | Jefferson                  |
| 22          | Hammond             | 20.019     | 17.790     | Ville  | Tangipahoa                 |
| 23          | Bayou Cane          | 19.355     | 17.046     | CDP    | Terrebonne                 |
| 24          | Shenandoah          | 18.399     | 17.070     | CDP    | Bâton-Rouge Est            |
| 25          | Natchitoches        | 18.323     | 17.899     | Ville  | Natchitoches               |
| 26          | Gretna              | 17.736     | 18.592     | Ville  | Jefferson                  |
| 27          | Chalmette           | 16.751     | 32.069     | CDP    | Saint-Bernard              |
| 28          | Opelousas           | 16.634     | 22.881     | Ville  | Saint-Landry               |
| 29          | Estelle             | 16.377     | 15.880     | CDP    | Jefferson                  |
| 30          | Zachary             | 14.960     | 11.279     | Ville  | Bâton-Rouge Est            |
| 31          | Thibodaux           | 14.566     | 14.435     | Ville  | Lafourche                  |
| 32          | Pineville           | 14.555     | 14.118     | Ville  | Rapides                    |
| 33          | Baker               | 13.895     | 13.746     | Ville  | Bâton-Rouge Est            |
| 34          | River Ridge         | 13.494     | 14.588     | CDP    | Jefferson                  |
| 35          | Crowley             | 13.265     | 14.479     | Ville  | Acadia                     |
| 36          | Minden              | 13.082     | 13.390     | Ville  | Webster                    |
| 37          | West Monroe         | 13.065     | 13.245     | Ville  | Ouachita                   |
| 38          | Belle Chasse        | 12.679     | 9.848      | CDP    | Plaquemines                |
| 39          | Morgan City         | 12.404     | 12.705     | Ville  | Saint-Martin, Sainte-Marie |
| 40          | Abbeville           | 12.257     | 12.002     | Ville  | Vermilion                  |
| 41          | Bogalusa            | 12.232     | 13.375     | Ville  | Washington                 |
| 42          | Luling              | 12.119     | -          | CDP    | Saint-Charles              |
| 43          | Woodmere            | 12.080     | 13.058     | CDP    | Jefferson                  |
| 44          | Mandeville          | 11.560     | 10.585     | Ville  | Saint-Tammany              |
| 45          | Moss Bluff          | 11.557     | 10.535     | CDP    | Calcasieu                  |
| 46          | Destrehan           | 11.535     | -          | CDP    | Saint-Charles              |
| 47          | Claiborne           | 11.507     | 9.830      | CDP    | Ouachita                   |
| 48          | Bastrop             | 11.365     | 13.043     | Ville  | Morehouse                  |
| 49          | Jefferson           | 11.193     | 11.843     | CDP    | Jefferson                  |
| 50          | Gardere             | 10.580     | 8.992      | CDP    | Bâton-Rouge Est            |
| 51          | DeRidder            | 10.578     | 10.064     | Ville  | Beauregard, Vernon         |
| 52          | Eunice              | 10.398     | 11.499     | Ville  | Acadie, Saint-Landry       |
| 53          | Jennings            | 10.383     | 10.986     | Ville  | Jefferson Davis            |
| 54          | Timberlane          | 10.243     | -          | CDP    | Jefferson                  |
| 55          | Denham Springs      | 10.215     | 9.507      | Ville  | Livingston                 |
| 56          | Raceland            | 10.193     | 10.224     | CDP    | Lafourche                  |
| 57          | Waggaman            | 10.015     | 9.435      | CDP    | Jefferson                  |

Poursuite des implantations réparties sur les villes, villages et census-designated places par ordre alphabétique :
Villes (Cities)
| - Breaux Bridge - Bunkie - Carencro - Covington - DeQuincy - Donaldsonville - Franklin - Gonzales - Grambling | - Gretna - Harahan - Jeanerette - Kaplan - Lake Charles - Leesville - Mansfield - Marksville - Natchitoches | - New Roads - Oakdale - Patterson - Plaquemine - Ponchatoula - Port Allen - Rayne - Saint-Gabriel - Saint-Martinville | - Scott - Springhill - Tallulah - Ville Platte - Westlake - Westwego - Winnfield - Winnsboro - Youngsville |

Ville (towns)
| - Abita Springs - Addis - Amite City - Arcadia - Arnaudville - Baldwin - Ball - Basile - Benton - Bernice - Berwick - Blanchard - Boyce - Broussard - Brusly - Campti - Chatham - Cheneyville - Church Point - Clayton - Clinton - Colfax - Columbia - Cottonport - Cotton Valley - Coushatta - Cullen - Delcambre - Delhi - Dubach - Duson - Elizabeth | - Elton - Erath - Eros - Evergreen - Farmerville - Ferriday - Fordoche - Franklinton - Gibsland - Glenmora - Golden Meadow - Gramercy - Grand Coteau - Grand Isle - Greensburg - Greenwood - Gueydan - Haughton - Haynesville - Henderson - Homer - Hornbeck - Independence - Iota - Iowa - Jackson - Jean Lafitte - Jena - Jonesboro - Jonesville - Keachi - Kentwood | - Kinder - Krotz Springs - Lake Arthur - Lake Providence - Lecompte - Léonville - Livingston - Livonia - Lockport - Logansport - Lutcher - Madisonville - Mamou - Mangham - Mansura - Many - Maringouin - Marion - Melville - Merryville - Montgomery - Mooringsport - Mount Lebanon - Newellton - New Llano - Oak Grove - Oberlin - Oil City - Olla - Pearl River - Plain Dealing - Pollock | - Port Barre - Rayville - Richwood - Ridgecrest - Ringgold - Roseland - Rosepine - Saint Francisville - Saint-Joseph - Sarepta - Sibley - Simmesport - Slaughter - Sorrento - Springfield - Sterlington - Stonewall - Sunset - Tullos - Urania - Vidalia - Vienna - Vinton - Vivian - Walker - Washington - Waterproof - Welsh - White Castle - Wisner - Woodworth - Zwolle |

Villages
| - Albany - Anacoco - Angie - Ashland - Athens - Atlanta - Baskin - Belcher - Bienville - Bonita - Bryceland - Calvin - Cankton - Castor - Chataignier - Choudrant - Clarence - Clarks - Collinston - Converse - Delta - Dixie Inn - Dodson - Downsville - Doyline - Dry Prong - Dubberly | - East Hodge - Edgefield - Epps - Estherwood - Fenton - Fisher - Florien - Folsom - Forest - Forest Hill - French Settlement - Georgetown - Gilbert - Gilliam - Goldonna - Grand Cane - Grayson - Grosse Tete - Hall Summit - Harrisonburg - Heflin - Hessmer - Hodge - Hosston - Ida - Jamestown - Junction City | - Keithville - Kilbourne - Killian - Lillie - Lisbon - Longstreet - Loreauville - Lucky - McNary - Martin - Maurice - Mermentau - Mer Rouge - Montpelier - Moreauville - Morganza - Morse - Mound - Napoleonville - Natchez - Noble - North Hodge - Norwood - Oak Ridge - Palmetto - Parks - Pine Prairie | - Pioneer - Plaucheville - Pleasant Hill - Port Vincent - Powhatan - Provencal - Quitman - Reeves - Richmond - Robeline - Rodessa - Rosedale - Saline - Shongaloo - Sicily Island - Sikes - Simpson - Simsboro - South Mansfield - Spearsville - Stanley - Sun - Tangipahoa - Tickfaw - Turkey Creek - Varnado - Wilson |

Census-designated places
| - Avondale - Bayou Vista - Bridge City - Brownfields - Cameron - Carlyss - Chackbay - Cut Off | - Eden Isle - Elmwood - Fort Polk South - Galliano - Gray - Inniswold - Lacombe | - Larose - Meraux - Merrydale - Monticello - Oak Hills Place - Old Jefferson - Prien | - Red Chute - Reserve - Schriever - St. Rose - Swartz - Village St. George - Violet |